# Lotta greco-romana ai Giochi della XX Olimpiade - Pesi welter
La competizione della categoria pesi welter (fino a 74 kg) di lotta greco-romana dei Giochi della XX Olimpiade si è svolta dal 5 al 10 settembre 1972 al Wrestling-Judo Hall di Monaco di Baviera.

## Formato
Ad ogni incontro venivano assegnate le seguenti penalità:
| In caso di vittoria | In caso di vittoria     | In caso di pareggio | In caso di pareggio | In caso di sconfitta | In caso di sconfitta              |
| ------------------- | ----------------------- | ------------------- | ------------------- | -------------------- | --------------------------------- |
| 0                   | Per schienata, ritiro   | 2                   |                     | 3                    | Ai punti                          |
| 0,5                 | Per superiorità tecnica | 2,5                 | con passività       | 3,5                  | Per superiorità tecnica           |
| 1                   | Ai punti                | -                   | -                   | 4                    | Per schienata, ritiro, squalifica |

Con sei penalità o più il lottatore veniva eliminato. Quando rimanevano solo due o tre lottatori, si disputava un turno finale per determinare l'ordine delle medaglie.

## Risultati
| Legenda                                  | Legenda |
| ---------------------------------------- | ------- |
| Lottatore con 6 penalità o più Eliminato |         |

### 1º Turno
Si è disputato il 5 settembre
| Vincitore     | Pen. | Risultato   | Sconfitto | Pen. |
| ------------- | ---- | ----------- | --------- | ---- |
| Kolev         | 1    | Ai Punti    | Mácha     | 3    |
| Türüt         | 0    | Schienata   | González  | 4    |
| Krzesiński    | 2    | = Parità =  | Schröter  | 2    |
| Date          | 0    | Schienata   | Hegedűs   | 4    |
| Karlsson      | 1    | Ai Punti    | Vlad      | 3    |
| Kecman        | 1    | Ai Punti    | Neist     | 3    |
| Galaktopoulos | 0    | Schienata   | Bens      | 4    |
| Igumenov      | 1    | Ai Punti    | Berger    | 3    |
| Tapio         | 0,5  | Superiorità | Blaser    | 3,5  |
| Robin         | 0    | Schienata   | Pohl      | 4    |

### 2º Turno
Si è disputato il 7 settembre
| Vincitore  | Pen. | Risultato   | Sconfitto     | Pen. |
| ---------- | ---- | ----------- | ------------- | ---- |
| Mácha      | 3    | Schienata   | González      | 8    |
| Kolev      | 1,5  | Superiorità | Türüt         | 3,5  |
| Schröter   | 4    | = Parità =  | Hegedűs       | 6    |
| Krzesiński | 3    | Ai Punti    | Date          | 3    |
| Karlsson   | 2    | Ai Punti    | Neist         | 6    |
| Kecman     | 2    | Ai Punti    | Vlad          | 6    |
| Igumenov   | 3    | = Parità =  | Galaktopoulos | 2    |
| Berger     | 3    | Schienata   | Bens          | 8    |
| Pohl       | 4    | Schienata   | Blaser        | 7,5  |
| Robin      | 2    | = Parità =  | Tapio         | 2,5  |

### 3º Turno
Si è disputato il 8 settembre
| Vincitore     | Pen. | Risultato   | Sconfitto  | Pen. |
| ------------- | ---- | ----------- | ---------- | ---- |
| Mácha         | 3,5  | Superiorità | Türüt      | 7    |
| Schröter      | 5    | Ai Punti    | Kolev      | 4,5  |
| Karlsson      | 2    | Schienata   | Krzesiński | 7    |
| Kecman        | 2    | Schienata   | Date       | 7    |
| Galaktopoulos | 3    | Ai Punti    | Berger     | 6    |
| Pohl          | 5    | Ai Punti    | Tapio      | 5,5  |
| Robin         | 2    | Esentato    |            |      |
| Igumenov      | 9    | Ritirato    |            |      |

### 4º Turno
Si è disputato il 9 settembre
| Vincitore     | Pen. | Risultato  | Sconfitto | Pen. |
| ------------- | ---- | ---------- | --------- | ---- |
| Mácha         | 4,5  | Ai Punti   | Robin     | 5    |
| Kolev         | 5,5  | Ai Punti   | Karlsson  | 5    |
| Kecman        | 4,5  | = Parità = | Schröter  | 7,5  |
| Galaktopoulos | 3    | Schienata  | Tapio     | 9,5  |
| Pohl          | 5    | Esentato   |           |      |

### 5º Turno
Si è disputato il 9 settembre
| Vincitore     | Pen. | Risultato | Sconfitto | Pen. |
| ------------- | ---- | --------- | --------- | ---- |
| Mácha         | 5,5  | Ai Punti  | Pohl      | 8    |
| Kolev         | 6,5  | Ai Punti  | Robin     | 8    |
| Karlsson      | 6    | Ai Punti  | Kecman    | 7,5  |
| Galaktopoulos | 3    | Esentato  |           |      |

### Turno finale
Si è disputato il 10 settembre
| Vincitore | Pen. | Risultato | Sconfitto     | Pen. |
| --------- | ---- | --------- | ------------- | ---- |
| Mácha     |      | Ai Punti  | Galaktopoulos |      |

## Classifica finale
| Pos.    | Atleta               | Nazione          |
| ------- | -------------------- | ---------------- |
| Oro     | Vítězslav Mácha      | Cecoslovacchia   |
| Argento | Petros Galaktopoulos | Grecia           |
| Bronzo  | Jan Karlsson         | Svezia           |
| 4       | Ivan Kolev           | Bulgaria         |
| 5       | Momir Kecman         | Jugoslavia       |
| 6       | Daniel Robin         | Francia          |
| 7       | Klaus Pohl           | Germania Est     |
| 8       | Werner Schröter      | Germania Ovest   |
| 9       | Eero Tapio           | Finlandia        |
| 10      | Franz Berger         | Austria          |
| 11      | Jiichiro Date        | Giappone         |
| 11      | Stanisław Krzesiński | Polonia          |
| 11      | Mehmet Türüt         | Turchia          |
| 14      | Viktor Igumenov      | Unione Sovietica |
| 15      | Miklós Hegedűs       | Ungheria         |
| 15      | Marcel Vlad          | Romania          |
| 15      | Gary Neist           | Stati Uniti      |
| 18      | Robert Blaser        | Svizzera         |
| 19      | Nestor González      | Argentina        |
| 19      | Constant Bens        | Belgio           |